# CoinJournal
CoinJournal es una revista británica de noticias financieras en línea que proporciona noticias, análisis e información sobre criptomonedas a más de 3 millones de personas cada mes en 17 idiomas. Ha sido citado por varias publicaciones de gran tirada como The New York Times, The Guardian, Business Insider, Bloomberg News, TechCrunch, International Business Times, The New York Observer, etc.

## Historia
CoinJournal fue fundada en 2014 por Oliver Carding, una época en la que la criptodivisa todavía era ampliamente desconocida. En 2020 fue adquirida por Investoo Group, una de las mayores empresas editoras de criptomonedas y comercio minorista del mundo, con 30 sitios web que cubren 92 países. David Merry es el director general y fundador de Investoo Group y principal inversor a través de Kinetic Investments.